# Patricia Petibon
Patricia Petibon, född 27 februari 1970 i Montargis, Loiret, är en fransk koloratursopran, hyllad bland annat för sina tolkningar av fransk barockmusik.  

## Biografi
Patricia Petibon studerade först bildkonst; sedan började hon studera vid Conservatoire de Paris och avlade kandidatexamen i musikvetenskap. Hon debuterade på Wiener Staatsoper som Olympia i Offenbachs Hoffmanns äventyr. År 2006 var hon en av solisterna under Mozarts 250-årsdagsfest i Salzburg, som filmades och sändes av amerikanska PBS.
I januari 2008 sjöng Petibon i Francis Poulencs Karmelitsystrarna på Theater an der Wien. I juli samma år sjöng Petibon Luisa Fernanda av Federico Moreno Torroba på Theater an der Wien med Plácido Domingo. År 2012  sjöng Petibon Donna Anna i Don Giovanni och Susanna i Figaros bröllop, båda dessa operor av Mozart. Hon tecknade ett skivkontrakt med Deutsche Grammophon 2008.
Hennes senaste skivproduktion är  "La belle excentrique" , med franska sånger av tonsättare som Fauré, Satie, Hahn, Poulenc, Manuel Rosenthal och Léo Férré,  utgiven september 2014. Hösten 2018 gör Patricia succé som Violetta i La Traviata på Malmö Opera.
Patricia Petibon är gift med franske kompositören Eric Tanguy. De har en son, Léonard.